# Parasol (film)
Parasol is een Belgische komische dramafilm uit 2015 onder regie van Valéry Rosier. De film ging op 23 september in première op het internationaal filmfestival van San Sebastian.

## Verhaal
Drie enkelingen die hun vakantie doorbrengen op Mallorca zijn elk vastbesloten om tegen het einde van de zomer niet alleen te blijven. De enkelingen zijn een oude vrouw die een internetliefde opzoekt, een jonge nerd die met zijn ouders op vakantie is en een alleenstaande vader die met een toeristentreintje rondrijdt. Ze stellen alles in het werk om hun doel te bereiken.

## Rolverdeling
| Acteur            | Personage    |
| ----------------- | ------------ |
| Alfie Thomsone    | Alfie        |
| Yoko Pere         | Péré         |
| Julienne Goeffers | Annie        |
| Christian Care    | Christian    |
| Delphine Theodore | Receptionist |
| Ahilen Saldano    | Ahilen       |

## Productie
De film behaalde de publieksprijs op het internationaal filmfestival van Amiens.en kreeg zeven nominaties voor de Magritte du cinéma 2017, waaronder beste film, beste regie en beste debuutfilm.

## Prijzen en nominaties
De belangrijkste:
| Jaar | Prijs              | Categorie        | Genomineerde(n)                  | Uitslag     |
| ---- | ------------------ | ---------------- | -------------------------------- | ----------- |
| 2017 | Magritte du cinéma | Beste film       | Beste film                       | Genomineerd |
| 2017 | Magritte du cinéma | Beste beeld      | Olivier Boonjing                 | Gewonnen    |
| 2017 | Magritte du cinéma | Beste filmmuziek | Cyrille de Haes en Manuel Roland | Gewonnen    |